# Zmarli w roku 2000
Lista osób zmarłych w 2000:

## styczeń 2000
- 2 stycznia:
  - María de las Mercedes de Borbón y Orléans, księżniczka Obojga Sycylii, hrabina Barcelony, żona Jana Burbona i matka króla Jana Karola I[1]
  - Patrick O’Brian, brytyjski pisarz i tłumacz niemieckiego pochodzenia[2]
- 3 stycznia – Bernhard Wicki, austriacki aktor i reżyser filmowy[3]
- 4 stycznia – Spyros Markezinis, grecki polityk, premier Grecji w 1973[4]
- 12 stycznia – Bobby Phills, amerykański koszykarz NBA[5]
- 18 stycznia – Sadayoshi Tanabe, japoński bibliograf, znany również z długowieczności[6]
- 19 stycznia:
  - Bettino Craxi, włoski polityk, działacz partyjny, premier Włoch w latach 1983–1987[7]
  - Hedy Lamarr, hollywoodzka gwiazda filmowa i wynalazczyni[8]
- 21 stycznia – Saëb Salam, libański polityk, czterokrotny premier Libanu[9]
- 26 stycznia – A.E. van Vogt, kanadyjski pisarz science fiction[10]
- 31 stycznia – Marian Kowalski, polski rzeźbiarz (ur. 1920)[11]

## luty 2000
- 1 lutego – Henry Mann, amerykański statystyk i matematyk (ur. 1905)[12]
- 2 lutego:
  - Jacek Janczarski, polski pisarz, satyryk, scenarzysta[13]
  - Jan Nielubowicz, polski lekarz, współtwórca transplantologii w Polsce[14]
- 5 lutego – Frederic M. Lord, amerykański psychometra i statystyk[15]
- 11 lutego – Roger Vadim, francuski reżyser filmowy[16]
- 11 lutego – Screamin’ Jay Hawkins, amerykański piosenkarz, aktor i kompozytor[17]
- 19 lutego:
  - Djidingar Dono Ngardoum, czadyjski polityk, premier Czadu w 1982[18]
  - Friedensreich Hundertwasser, austriacki architekt i malarz[19]
- 21 lutego – Halina Auderska, polska pisarka[20]
- 23 lutego – Ofra Haza, izraelska piosenkarka[21]
- 24 lutego – Franciszek Kamiński, polski generał, dowódca Batalionów Chłopskich, kawaler Orderu Orła Białego[22]

## marzec 2000
- 2 marca – Ireneusz Caban, polski historyk, wydawca, działacz komunistyczny[23]
- 3 marca – Sandra Schmirler, kanadyjska curlerka, złota medalistka ZIO 1998[24]
- 4 marca – Władysław Daniłowski, polski pianista, kompozytor i wokalista[25]
- 11 marca – Kazimierz Brandys, polski pisarz[26]
- 28 marca – Bronisław Tusk, polski rzeźbiarz, ceramik, malarz[27]

## kwiecień 2000
- 3 kwietnia – Terence McKenna, amerykański pisarz, filozof, etnobotanik[28]
- 5 kwietnia – Janusz Ziółkowski, polski socjolog, rektor Uniwersytetu Adama Mickiewicza w Poznaniu, szef Kancelarii Prezydenta w trakcie kadencji Lecha Wałęsy[29]
- 11 kwietnia – Jadwiga Rubiś, polska fotoreporterka, dziennikarka[30]
- 14 kwietnia – Phil Katz, amerykański informatyk[31]
- 29 kwietnia – Ireneusz Sekuła, polityk, działacz partyjny wicepremier w rządzie Mieczysława Rakowskiego, poseł na Sejm Rzeczypospolitej Polskiej, X, I i II kadencji[32]
- 30 kwietnia – Wojciech Cieślak, polski twórca ekslibrisów i linorytów[33]

## maj 2000
- 5 maja – Gino Bartali, włoski kolarz[34]
- 12 maja – Władysław Miziołek, polski biskup katolicki, ekumenista[35]
- 16 maja – Andrzej Szczypiorski, polski prozaik i publicysta[36]
- 19 maja – Jewgienij Chrunow, radziecki kosmonauta[37]
- 20 maja – Malik Sealy, amerykański koszykarz NBA[38]
- 21 maja – John Gielgud, angielski aktor filmowy i teatralny, reżyser[39]
- 22 maja – Krzysztof Boruń, polski pisarz science fiction[40]
- 31 maja – Petyr Mładenow, bułgarski polityk komunistyczny, pierwszy prezydent Bułgarii[41]

## czerwiec 2000
- 1 czerwca – Eliasz Kuziemski, polski aktor[42]
- 10 czerwca – Hafiz al-Asad (arab. حافظ الأسد), prezydent Syrii[43]
- 16 czerwca – Michael Silliman, amerykański koszykarz[44]
- 23 czerwca:
  - Anna Turowiczowa, polska tłumaczka literatury pięknej, żona Jerzego Turowicza[45]
  - Peter Dubovský, słowacki piłkarz[46]
  - Bogdan Łyszkiewicz, wokalista Chłopców z Placu Broni[47]
- 24 czerwca – Roman Kosierkiewicz, polski śpiewak, aktor[48]
- 28 czerwca – Józef Tischner, ksiądz, filozof, teolog i publicysta[49]

## lipiec 2000
- 1 lipca – Walter Matthau, amerykański aktor[50]
- 4 lipca – Gustaw Herling-Grudziński, polski pisarz[51]
- 6 lipca:
  - Łazar Koliszewski, jugosłowiański polityk, prezydent Jugosławii[52]
  - Władysław Szpilman, polski kompozytor[53]
- 11 lipca – Robert Runcie, anglikański arcybiskup Canterbury[54]
- 13 lipca – Jan Karski, historyk, prawnik i dyplomata, kurier i emisariusz władz Polskiego Państwa Podziemnego[55]
- 14 lipca – Jozef Mistrík, słowacki językoznawca i literaturoznawca[56]
- 15 lipca – Paul Young, brytyjski muzyk, wokalista zespołu Mike and the Mechanics[57]
- 26 lipca – John Tukey, amerykański statystyk i matematyk[58]

## sierpień 2000
- 5 sierpnia – Alec Guinness, angielski aktor[59]
- 12 sierpnia:
  - Elijjahu Ben Elisar, izraelski historyk, dyplomata i polityk, pierwszy ambasador Izraela w krajach arabskich[60]
  - Loretta Young, amerykańska aktorka[61]
- 16 sierpnia – Jerzy Jodłowski, polski prawnik, polityk, wicemarszałek Sejmu[62]
- 21 sierpnia – Andrzej Zawada, polski himalaista, inżynier sejsmolog[63]
- 24 sierpnia – Andy Hug, szwajcarski karateka stylu kyokushin, legendarny zawodnik organizacji K-1[64]
- 25 sierpnia:
  - Carl Barks, amerykański rysownik, twórca wielu komiksów i postaci w świecie Kaczora Donalda[65]
  - Antoni Wacyk, polski pisarz i publicysta, ideolog grupy Zadruga[66]
- 26 sierpnia – Wojciech Żukrowski, polski pisarz[67]

## wrzesień 2000
- 6 września – Roger Verey, polski wioślarz[68]
- 14 września:
  - Mieczysław Bibrowski, polski dziennikarz, prawnik, poeta, tłumacz, pomysłodawca i współtwórca grupy literackiej „Kwadryga”[69]
  - Jerzy Giedroyc, polski publicysta i działacz emigracyjny[70]
- 17 września – Ryszard Mielnik, inżynier, przewodnik turystyczny[71]
- 20 września – Gierman Titow, radziecki kosmonauta, jako pierwszy przebywał na orbicie całą dobę i ręcznie sterował statkiem[72]
- 29 września:
  - Anna Dylikowa, polska geograf i geomorfolog[73]
  - Samuel Greenhouse – amerykański statystyk[74]

## październik 2000
- 3 października – Wojciech Jerzy Has, polski reżyser filmowy[75]
- 6 października – Olga Siemaszko, polska grafik, malarka i ilustratorka książek[76]
- 8 października – Wsiewołod Łarionow, rosyjski aktor[77]
- 15 października – Konrad Bloch, amerykański biochemik pochodzenia niemieckiego[78]
- 22 października – Franciszka Cegielska, polski polityk, minister zdrowia, i samorządowiec, prezydent Gdyni[79]

## listopad 2000
- 6 listopada – L. Sprague de Camp, amerykański pisarz fantastyki naukowej i fantasy[80]
- 8 listopada:
  - Krzysztof Litwin, polski aktor, grafik[81]
  - Józef Pińkowski, polski polityk, premier[82]
  - Józef Rusiecki, polski pedagog[83]
- 12 listopada – Le’a Rabin, izraelska działaczka społeczna, żona premiera Icchaka Rabina[84]
- 15 listopada – Simon Wigg, brytyjski żużlowiec, medalista mistrzostw świata[85]
- 17 listopada – Louis Néel, francuski fizyk, laureat Nagrody Nobla z fizyki[86]
- 21 listopada – Emil Zátopek, czeski biegacz, długodystansowiec[87]

## grudzień 2000
- 4 grudnia – Krzysztof Nowosad, polski inżynier, specjalista w zakresie automatyki i robotyki[88]
- 6 grudnia – Dyzma Gałaj, polski socjolog, marszałek Sejmu[89]
- 7 grudnia – Leszek Podhorodecki – polski historyk
- 14 grudnia – Myrosław Lubacziwski (ukr. Миросла́в Іва́н Любачі́вський), ukraiński duchowny katolicki, arcybiskup większy Lwowa[90]
- 16 grudnia:
  - Witold Henryk Paryski, polski krajoznawca, taternik, przewodnik tatrzański[91]
  - Blue Demon, meksykański luchador i aktor[92]
- 26 grudnia – Piotr Łuszcz, pseudonim Magik, raper, członek zespołów Kaliber 44 i Paktofonika[93]
- 31 grudnia – Andrzej Brończyk, polski bramkarz[94]